# Badjcinus
Badjcinus is een geslacht van buideldieren uit de familie Thylacinidae (buidelwolven). De soorten uit dit geslacht leefden tijdens het Oligoceen op het Australische continent.

## Voorkomen
Badjcinus leefde tijdens het Laat-Oligoceen in wat nu Queensland in Australië is. Fossielen zijn gevonden in de fossielenvindplaats Riversleigh.
Er zijn twee soorten beschreven. B. timfaulkneri is de oudste buidelwolf die tot nu toe bekend is met vondsten bij de Hiatus Site. Fossielen van B. turnbulli zijn gevonden bij de iets jongere White Hunter Site.

## Kenmerken
Badjcinus timfaulkneri had het formaat van een grote buidelduivel met een geschat gewicht van 7 tot 11 kg. De kaken van deze soort waren krachtig genoeg om bot te kraken. 
De kleinere Badjcinus turnbulli was ongeveer 25 cm lang en 2 tot 3 kg zwaar. Dit roofdier had kenmerken die overeenkomen met zowel de buidelwolven als de buidelmarters. Er zijn drie incomplete individuen gevonden. Uit deze fossielen kan worden afgeleid dat Badjcinus turnbulli zich voedde met kikkers, reptielen, kleine zoogdieren en insecten. Deze kleine grondbewoner nam ongeveer dezelfde plaats in het ecosysteem in die de hedendaagse buidelmarters nu innemen. 